# Мадагаскарская цапля
Мадагаскарская цапля (лат. Ardea humbloti) — редкая птица из семейства цаплевых. Видовой эпитет дан в честь французского ботаника Леона Умбло (1852—1914).

## Описание
Мадагаскарская цапля достигает длины примерно 90 см. Оперение преимущественно сланцевато-серое.

## Распространение
Вид гнездится исключительно на Мадагаскаре, преимущественно на севере и западе острова, а также на берегу озера Алаутра. Кроме того, птицы были замечены на Коморских островах, Майотте и атолле Альдабра. Мадагаскарская цапля населяет влажные регионы и мангры.

## Природоохранный статус
Популяция вида насчитывает от 1000 взрослых особей и находится под угрозой вымирания. Основными причинами являются, с одной стороны, охота местных жителей, с другой стороны разрушение жизненного пространства из-за вырубки лесов и осушения болот.